# James Moore (ciclista)

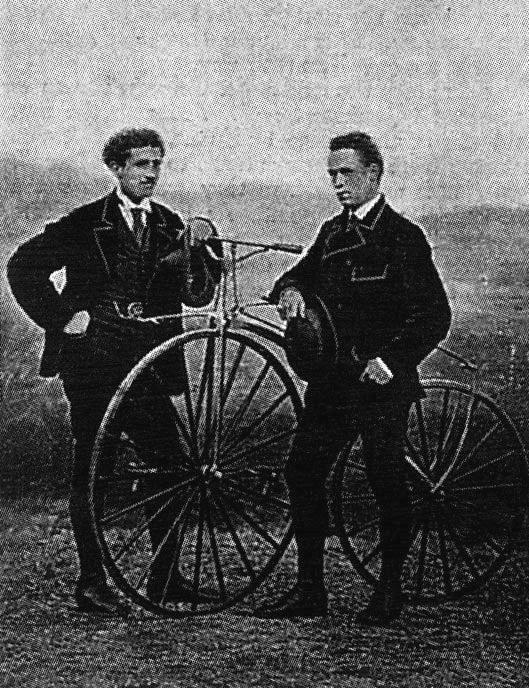
James Moore (à direita), vencedor da corrida Paris-Rouen de 1869, com Jean-Eugène-André Castera (à esquerda)

James Moore (14 de janeiro de 1849 – 17 de julho de 1935) foi um ciclista. Ele ficou conhecido por ser o vencedor da primeira corrida oficial de ciclismo do mundo em 1868 em St-Cloud, Paris, apesar de aparentemente não haver evidências contemporâneas verificáveis disso. Venceu a primeira corrida de ciclismo do mundo, Paris-Rouen, em 1869, percorrendo 113 km em 10 horas e 25 minutos. Isso o consagrou como uma das primeiras estrelas do ciclismo, dominando competições da modalidade por muitos anos.[carece de fontes?]